# The Matrix: Path of Neo
 The Matrix: Path of Neo é um jogo eletrônico multiplataforma norte-americano desenvolvidos pela Shiny Entertainment e publicado pela Atari. É baseado na trilogia Matrix, da Warner Bros. Retrata, tal como o nome indica, os passos de Neo ao longa da sua "vida" dentro da Matrix, embora alguns cenários e argumentos sejam diferentes dos filmes originais. Além do mais, o final deste jogo é diferente da trilogia.
Embora este jogo seja considerado melhor do que Enter the Matrix, muitos analistas informáticos consideram que esta versão é caótica e cheia de erros gráficos.

## Sinopse

### Fuga
O jogo começa com um nível de testes onde o jogador põe à prova as suas habilidades lutando com vários inimigos-tipo que irá encontrar ao longo do jogo. Os inimigos vão desde seguranças até aos mais temíveis agentes passando por criaturas e outras personagens sem esquecer o agente e arqui-inimigo Smith. De seguida, começa a história em si. Após alguns resumos com imagens do filme Matrix, o jogador encontra-se na pele do ainda Mr. Anderson, trabalhador de uma empresa de software. Aí o jogador tem de levar Neo para o topo do prédio onde possa descer, através das escadas, até à rua. Entretanto, Neo defronta-se com alguns inimigos. Porém, ainda está na pele de uma pessoa desconhecida daí que os seus golpes são meros empurrões.

### Níveis de treino

#### Judô e caratê
Já com Neo resgatado do mundo virtual das máquinas (apresentado através de mais resumos do filme Matrix após o primeiro nível), inicia-se o treino do jogador para golpes de caratê e judô. Ao longo deste primeiro nível de treinos, Neo (e, claro, o jogador) vai desenvolver técnicas de combate e defesa para os futuros níveis. No fim deste treino, é adicionado o famoso bullet time, ou "foco".

#### Espada e multi-inimigos
Neo encontra-se agora num ambiente natural típico de japonês preparado para treinar golpes de espadas japonesas. O objectivo deste nível é desenvolver, sobretudo, capacidades de luta com vários inimigos. Ao longo do treino, o foco aumenta e são desbloqueadas novas técnicas de combate.

#### Multi-inimigos e tácticas de combate I
Continuado o treino, Neo está num defeito informático onde tem de se desenrascar sozinho. O nível todo ele monocromático representa um lugar oriental e frio onde a personagem vai melhorar ainda mais as suas habilidades de combate. No fim deste nível, Neo tem de lutar com várias ondas de inimigos utilizando toda a técnica até então obtida quer através de golpes marciais quer através de golpes de espada.

#### Armas de fogo
O último treino de Neo são com armas de fogo. No nível, Neo encontra-se num destúrbio dentro de uma superfície comercial tradicional japonesa. Algumas armas vão sendo desbloqueadas como a pistola de 9 mm, uma outra maior, uma semi-automática e, por fim, uma cacadeira. Neo tem de percorrer a superfície matando os seus inimigos. Este treino acaba com um confronto entre o patrão desse gangue e Neo.

#### Multi-inimigos e tácticas de combate II
Neo volta treinar as suas habilidades marciais mas em tempo limitado tendo como objectivo atingir uma determinada pontuação consoante o nível de dificuldade escolhido.

### Combate com Morpheus
Após mais uma apresentação de um outro resumo do filme Matrix, Neo encontra-se agora no famoso cenário japonês de combate representado no filme Matrix. Este nível (ampliado, em relação ao filme) tem como objectivo derrotar Morpheus através das técnicas de combate marciais. O nível de foco é aumentado e novas habilidades são desbloqueadas. Após derrotar Morpheus, Neo é conduzido para um local anexo onde deverá treinar as suas habilidades de salto longo e corridas na parede. O foco é muito utilizado. O objectivo deste sub-nível é chegar ao telefone que se encontra no fundo antes de Morpheus.